# Мария Корти
Мария Кòрти (на италиански: Maria Corti) е италианска филоложка, литературна критичка и писателка в жанра исторически роман и документалистика.

## Биография и творчество
Мария Корти е родена на 7 септември 1915 г. в Милано, Кралство Италия, в семейството на инженера Емилио Корти и на пианистката Челестина Голдони. Майка ѝ умира на 10 септември 1925 г., когато Корти е 10-годишна. След смъртта ѝ баща ѝ, който често отсъства от Милано и работи в Пулия, Южна Италия, я настанява в девически интернат за 5 години. След това тя учи в лицей в Милано. Въпреки ситуацията изживява сравнително спокойна младост. По време на лятната ваканция ходи при баща си в Малие (Лече), посещавайки Отранто и други места в Саленто, които тя обича през целия си живот, връщайки се там почти всяко лято. 
Конти следва в Миланския университет. Получава степен по литература през 1936 г. с дипломна работа за средновековния латински език на Меровингите и по философия с дипломна работа за философа-неокантианец Африкан Шпир.
Началото на академичната ѝ кариера е белязано от италианския фашизъм и е ограничена от закони, които забраняват на жените да заемат университетски или лицейски преподавателски длъжности. Движена от икономически причини, а също и от страстта си към преподаването, тя започва работа като учителка в средното училище. В периода 1939 – 1950 г. работи като учителка в средното училище за ученици от 11 до 16 години в Киари в Провинция Бреша. Посвещава се на частно обучение и писане, и е активна в антифашистки среди. В периода 1950 – 1962 г. преподава в лицея „Алесандро Волта“ в Комо, а след това в лицея „Чезаре Бекария“ в Милано. Заедно с работата си пише философски трудове и литературна критика. Същевременно заема длъжността на асистент в Павийския университет от 1955 г. Постоянните пътувания между различните работни места натоварват крехката ѝ физика. Въпреки всичко тя успява да преодолее трудностите и несгодите на първите дни благодарение на характера и желязната си воля. В първия си роман „Влакът на търпението“, написан през 1947 г., но публикуван много късно и преработен през 1991 г. с различно заглавие („Пеейки в тъмното“), тя описва с бавен и приглушен език, но с голямо социално въздействие своите постоянни пътувания в трета класа, с работниците. 
В края на Втората световна война, след активно участие в Съпротивата с групата студенти на нейния преподавател  Антонио Банфи, Мария Корти се посвещава ентусиазирано на университетска кариера, подтикната от лингвиста Бенвенуто Терачини. През 1962 г. започва да преподава история на италианския език в Университета в Саленто. Същата година е издаден особено запомнящият ѝ се роман L'ora di tutti („Времето на всички“) – исторически роман, чието действие се развива в Отранто. 
През 1964 г. се завръща в Павийския университет, където става постоянна преподавателка по история на италианския език до края на кариерата си. С няколко нейни колеги (Чезаре Сегре, Д'Арко Силвио Авале, Данте Изела) тя спомага за основаването на особено иновативна школа по литературни изследвания, наречена Павийска школа, свързана с филологическата традиция, но също и с новата семиотични изследвания и със структурализма. 
През 1973 г. в Павия Конти основава Фонд „Ръкописи на модерни и съвременни автори“ – обширен архив от ръкописи с автографи и други документи от италиански писатели от 19. и 20. век. С недоверието на преподавателския състав и на сътрудниците тя е подкрепяна само от голямата си воля и прозорливост в намирането на средства (тя разказва за тези превратности в книгата Ombre dal Fondo, 1997 г.). От 1980 г. фондът е поддържан и ръководен от Центъра за изследване на ръкописната традиция на модерните и съвременните автори.
Корти се посвещава по-специално на изучаването на съвременната италианска литература, като предлага модел на изследвания с критичното издание на работата на Бепе Фенолио (1978). Някои от важните ѝ теоретични приноси върху литературната семиотика са нейни: „Нови методи и призраци“ (2001), „Принципи на литературната комуникация“ (1998) и „За енциклопедия на литературната комуникация“ (1986).
Корти развива голямата си страст към средновековната история с изследванията си върху Гуидо Кавалканти, Данте Алигиери, Латинския аристотелизъм и влиянието на арабската култура („Данте на нов кръстопът“ (1981), „Пътища на изобретението“ (1993), „Психично щастие“ (1983)). Тя не само се посвещава на преподаването, но и е автор на няколко училищни учебника, като новаторската граматика Una lingua per tutti (1978), която тя разработва с няколко свои млади сътрудници.
Тя е академик на Круска. Основава списанията "Strumenti critici" („Критични инструменти“) през 1966 г., "Alfabeta" („Грамотна“) през 1979 г. и "Autografo" („Автограф“) през 1984 г., чийто главен редактор е. Ръководи списанията „Nuova corona“ и „Studi Bompiani di Italianistica“. Сътрудничи на списания като "Il Cavallo di Troia“, „L' Albero“ (1949-1954, Саленто), „Paragone“, „Uomini e libri“, „Nuova Antologia“, „Nuovi Argomenti“, „L'imagination“ и на вестниците „Джорно“ (от 1965 до 1979 г.) и „Република“ (от 1980 до 2002 г.).
През 1978 г. получава почетна степен „доктор хонорис кауза“ от Женевския университет, където преподава в периода 1975 – 1978 г.
Носителка е на няколко награди: през 1989 г. Награда „Флаяно“, Златен амвросин и Специалната награда за литература от Председателя на Министерски съвет, през 1991 г. Награда „Десѝ“ за белетристика, през 1999 г. Наградата на министъра на културното наследство от Академия дей Линчеи и Награда „Кампиело“ за цялостно творчество.
В сферата на редакциите, презентациите и критичните издания Корти се занимава с Пиетро Якопо де Дженаро, Винченцо Монти, Якопо Санадзаро, с анонимното „Житие на св. Петроний“, с Бенвенуто Терачини, Ханс Мемлинг, Бепе Фенолио (чиито произведения редактира в изд. „Ейнауди“), Джакомо Леопарди (по-специално с ранните му текстове), Антонио Порта, Бонвезин де ла Рива, Елио Виторини (чиито произведения редактира в поредицата „Меридиани“), Еудженио Монтале (автографите), Пиер Масимо Форни, Нико Оренго, Джулио Анджони, Сандро Синигаля, Сибила Алерамо, Даниело Бартоли, Лучо Мастронарди, Антония Поци, Джовани Фалдела, Фабио Пустерла, Енио Флаяно (чиито работи курира за изд. „Бомпиани“ с колегата си Анна Лонгони), Луиджи Менегело, Романо Биленки, Джорджо Манганели, Джезуалдо Буфалино (чиито произведенията редактира за изд. „Бомпиани“ с Франческа Капуто), Юрий Лотман, Чезаре Анджелини, Карло Леви, Алда Мерини (с която е близка приятелка), Салваторе Тома, Карло Емилио Гада, с антологиите в томове на списанията L'albero и Alfabeta, с миланската литература, с рекламния език, с писането на песни, с албанската поезия и майсторски с Гуидо Кавалканти и Данте Алигиери.
През 1996 г. е един от експертите, които се намесват в уреждане на съдебния спор Тамаро-Лутаци. Сузана Тамаро обвинява Даниеле Лутаци в плагиатство, защото е написал Va' dove ti porta il clito – пародия на известния ѝ роман „Върви накъдето те води сърцето“. Корти защитава мотивите на Лутаци: „От гледна точка на историята на литературните жанрове може да се потвърди „научно“, че книгата на Даниеле Лутаци е „ясна пародия на книгата на Сузана Тамаро“, защото „пародия възниква, когато положителни признаци на текст се трансформират в отрицателни знаци в друг текст и обратно". Лутаци печели делото.
В началото на 2002 г., все още в съзнание, 86-годишната Корти е приета в болницата „Сан Паоло“ в Милано след респираторна криза. Умира на 23 февруари от дихателна недостатъчност. На 25 февруари е погребана е в семейната гробница в Пелио Интелви (част от Алта Вале Интелви). Нейният архив и библиотека се съхраняват във Фондация „Мария Корти“ на Павийския университет.

## Произведения

### Самостоятелни романи
- L'ora di tutti (1962)
- II ballo dei sapienti (1966)
Балът на мъдреците, изд. „Народна култура“, София (1971), прев. Никола Иванов
- Cantare nel buio (1981)
- Voci del nord-est: Taccuino americano (1986)
- II canto delle sirene (1989)
- Otranto allo specchio, (1990)
- Catasto magico (1999)
- Storie (2000)
- Le pietre verbali (2001)
- La leggenda di domani (2007) – ръкопис от 1947 г.

### Филология и литературна критика
- Studi sulla latinitià merovingia in testi agiografici minori (1939)
- Studi sulla sintassi della lingua poetica avanti lo Stilnovo (1953)
- Metodi e fantasmi (1969)
- I metodi attuali della critica in Italia (1970) – с Чезаре Сегре
- Entro dipinta gabbia: Tutti gli scritti inediti, rari e editi 1809 – 1810 di Giacomo Leopardi, (1972)
- Princìpi della comunicazione letteraria (1976)
- II viaggio testuale. Le ideologie e le strutture semiotiche (1978)
- Beppe Fenoglio. Storia di un „continuum“ narrativo (1978)
- Una lingua di tutti: Pratica, storia e grammatica della lingua italiana (1979) – с Емилио Манзоти и Флавия Равацоли
- Dante a un nuovo crocevia (1981)
- La felicità mentale: Nuove prospettive per Cavalcanti e Dante (1983)
- Per filo e per segno: Grammatica italiana per il biennio, co-authored with Claudia Caffi (1989)
- Storia della lingua italiana e storia dei testi (1989)
- Percorsi dell'invenzione: Il linguaggio poetico e Dante (1993)
- Dialogo in pubblico (1995, 2001)
- Ombre dal fondo (1997)
- Un ponte tra latino e italiano (2002, 2003)
- Scritti su Cavalcanti e Dante (2003)